# Triscelophorus magnificus
Triscelophorus magnificus är en svampart som beskrevs av R.H. Petersen 1962. Triscelophorus magnificus ingår i släktet Triscelophorus, divisionen sporsäcksvampar och riket svampar.   Inga underarter finns listade i Catalogue of Life.